# Mwanzakombe
Mwanzakombe es una ciudad situada en la provincia de Luapula, Zambia. Tiene una población de 15.734 habitantes, según el censo de 2010.
Mwanzakombe está situado donde el río Ngona entra en la zona pantanosa del río Luapula al sur del lago Mweru. Una serie de canales a través de los pantanos y lagunas conectan con el canal principal del río a unos 5 km de distancia, facilitando la pesca y el comercio (principalmente ilícito) con la República Democrática del Congo. La ciudad se encuentra cerca del punto medio de la arteria principal de la provincia de Luapula, la carretera asfaltada informalmente conocida como la "carretera del valle" que va de Mansa, Zambia a Nchelenge y que se conecta al sur primero con la "Carretera de Samfya" (de Mansa a Serenje) y luego a la Gran carretera del Norte en Serenje. Una carretera asfaltada también conecta hacia el este a través de Mbereshi hasta la meseta zambiana del norte en Kawambwa.
Estas características y su estatus desde la década de 1890 como capital de Mwata Kazembe hacen de Mwanzakombe uno de los mayores centros comerciales, población y cultura en el Valle de Luapula con. Conserva un carácter rural y tradicional africano relativamente poco marcado por la época colonial que por lo que en ocasiones es llamado el "pueblo más grande de África central".